# 두족류
두족류(頭足類, 영어: cephalopod)는 두족강(頭足綱)에 속하는 연체동물의 총칭으로, 좌우대칭형이며 몸통이 머리의 위에 붙어있고 머리의 밑에 바로 다리가 존재하는 것을 공통적인 특징으로 하는 동물들을 부류한 것이다. 현재 약 1,000종에서 1,200종 사이가 현존하는 것으로 알려져 있다.

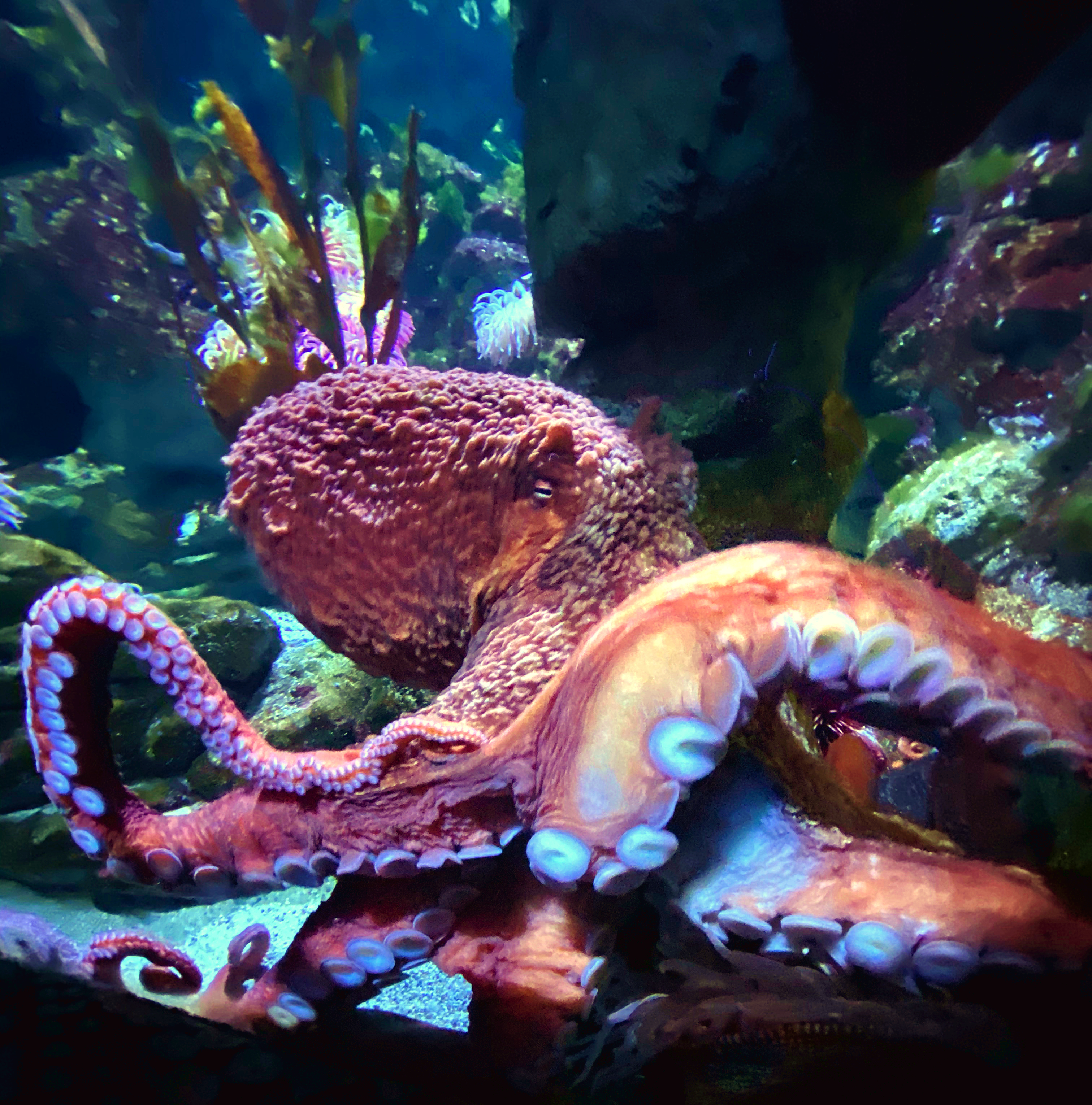

현존하는 두족류는 아가미가 한 쌍인 갑오징어, 살오징어와 낙지, 주꾸미, 문어 등의 생물과, 아가미가 두 쌍인 앵무조개류로 크게 나뉘며, 이에 속하지 않는 두족류도 일부 있다. 과거에 존재했던 두족류 중 유명한 것은 고생대에 존재했던 암모나이트와 벨렘나이트 등이 있다. 고생대 초기인 캄브리아기에 나타나서 오르도비스기, 석탄기와 페름기 때 번성했지만, 현재는 쇠퇴해 가는 것으로 추측된다. 껍데기(또는 패각)를 가진것도 있고 없는 것도 있으며 5cm에서 16m까지 크기도 다양하다.

## 분류
- 앵무조개아강 (Nautiloidea)
  - † Plectronocerida
  - † Ellesmerocerida
  - † Actinocerida
  - † Pseudorthocerida
  - † Endocerida
  - † Tarphycerida
  - † Oncocerida
  - † Discosorida
  - 앵무조개목 (Nautilida)
  - † Orthocerida
  - † Lituitida
  - † Dissidocerida
  - † Ascocerida
  - † Bactritida
- † 국석아강 (Ammonoidea)
  - † Goniatitida
  - † Ceratitida
  - † 국석목 (Ammonitida)
- 초형아강 (Coleoidea) 또는 이새아강 (二鰓亞綱, Dibranchiata)
  - † Belemnoidea
    - † Aulacocerida
    - † Belemnitida
    - † Hematitida
    - † Phragmoteuthida

  - Neocoleoidea
    - 십완상목 (Decapodiformes)
      -  ? † Boletzkyida
      - 갑오징어목 (Sepiida)
      - 짧은꼬리오징어목 또는 세피올라목 (Sepiolida)
      - 스피룰라목 (Spirulida)
      - 살오징어목 (Teuthida)

    - 팔완상목 (Octopodiformes)
      - 문어목 (Octopoda)
      - 흡혈오징어목 (Vampyromorphida)

## 같이 보기
- 크라켄